# Oleksandr Symonenko
Oleksandr Symonenko, également nommé Alexandre Simonenko, en ukrainien Олександр Симоненко (né le 14 février 1974 à Kirovohrad) est un coureur cycliste ukrainien. Spécialiste de la poursuite, il a été champion du monde de poursuite individuelle et de poursuite par équipes en 2001 à Anvers, et médaillé d'argent de la poursuite par équipes aux Jeux olympiques de 2000 à Sydney.

## Palmarès

### Jeux olympiques
- Sydney 2000
  -  Médaillé d'argent de la poursuite par équipes

### Championnats du monde
- Bogota 1995
  -  Médaillé d'argent de la poursuite par équipes
- Perth 1997
  -  Médaillé d'argent de la poursuite par équipes
- Bordeaux 1998
  -  Champion du monde de poursuite par équipes (avec Sergiy Matveyev, Alexander Fedenko, Ruslan Pidgornyy)
- Anvers 2001
  -  Champion du monde de poursuite
  -  Champion du monde de poursuite par équipes (avec Alexander Fedenko, Sergeï Tscherniowsky, Lyubomyr Polatayko)

### Coupe du monde
- 1997
  - 3e de la poursuite à Quatro Sant'Elana
- 1998
  - 2e de la poursuite par équipes à Berlin
  - 2e de la poursuite par équipes à Hyères
- 1999
  - 1er de la poursuite par équipes à Fiorenzuola d'Arda
  - 2e de la poursuite par équipes à Valence
- 2000
  - 2e de la poursuite par équipes à Turin
- 2001
  - 2e de la poursuite à Szczecin
  - 3e de la poursuite par équipes à Szczecin
- 2002
  - 2e de la poursuite par équipes à Moscou
- 2003
  - 1er de la poursuite par équipes au Cap